# Языки Грузии
Грузия с древности известна как одна из самых многонациональных и многоязычных стран Кавказа. Многие народности Грузии живут в отдалённых, труднодоступных регионах и поэтому говорят на своём собственном языке. В общей сложности в стране говорят на 23 языках из шести различных языковых семей.

## Статистика

### Перепись 2014
Родные языки в Грузии по переписи населения 2014 года:
| родной язык          | все- го   | % от всего населения страны |
| -------------------- | --------- | --------------------------- |
| грузинский           | 3 254 852 | 87,64 %                     |
| азербайджанский      | 231 436   | 6,23 %                      |
| армянский            | 144 812   | 3,90 %                      |
| русский              | 45 920    | 1,24 %                      |
| осетинский           | 5698      | 0,15 %                      |
| другие               | 31 014    | 0,84 %                      |
| не указали           | 72        | 0,00 %                      |
| всё население страны | 3 713 804 | 100,00 %                    |

Родные языки по краям Грузии по переписи населения 2014 года:
| край                           | ито- го   | Грузин- ский | %       | Азер- байд-- жанский |         | Армян- ский | %       | Рус- ский | %      | Осе- тин- ский | %      | дру- гие | %      | не ука- зали | %      |
| ------------------------------ | --------- | ------------ | ------- | -------------------- | ------- | ----------- | ------- | --------- | ------ | -------------- | ------ | -------- | ------ | ------------ | ------ |
| ГРУЗИЯ                         | 3 713 804 | 3 254 852    | 87,64 % | 231 436              | 6,23 %  | 144 812     | 3,90 %  | 45 920    | 1,24 % | 5698           | 0,15 % | 31 014   | 0,84 % | 72           | 0,00 % |
| Аджария                        | 333 953   | 321 823      | 96,37 % | 232                  | 0,07 %  | 3237        | 0,97 %  | 6500      | 1,95 % | 23             | 0,01 % | 2130     | 0,64 % | 8            | 0,00 % |
| Гурия                          | 113 350   | 111 343      | 98,23 % | 33                   | 0,03 %  | 998         | 0,88 %  | 742       | 0,65 % | 15             | 0,01 % | 218      | 0,19 % | 1            | 0,00 % |
| Имеретия                       | 533 906   | 530 672      | 99,39 % | 85                   | 0,02 %  | 528         | 0,10 %  | 1755      | 0,33 % | 43             | 0,01 % | 822      | 0,15 % | 1            | 0,00 % |
| Кахетия                        | 318 583   | 272 737      | 85,61 % | 32 183               | 10,10 % | 1483        | 0,47 %  | 2310      | 0,73 % | 1953           | 0,61 % | 7908     | 2,48 % | 9            | 0,00 % |
| Мцхета-Мтианети                | 94 573    | 90 370       | 95,56 % | 2297                 | 2,43 %  | 150         | 0,16 %  | 332       | 0,35 % | 578            | 0,61 % | 846      | 0,89 % | 0            | 0,00 % |
| Рача-Лечхуми и Нижняя Сванетия | 32 089    | 31 992       | 99,70 % | 1                    | 0,00 %  | 2           | 0,01 %  | 50        | 0,16 % | 21             | 0,07 % | 23       | 0,07 % | 0            | 0,00 % |
| Самегрело-Верхняя Сванетия     | 330 761   | 328 570      | 99,34 % | 55                   | 0,02 %  | 117         | 0,04 %  | 1585      | 0,48 % | 17             | 0,01 % | 416      | 0,13 % | 1            | 0,00 % |
| Самцхе-Джавахети               | 160 504   | 79 065       | 49,26 % | 74                   | 0,05 %  | 79 878      | 49,77 % | 979       | 0,61 % | 91             | 0,06 % | 417      | 0,26 % | 0            | 0,00 % |
| Квемо-Картли                   | 423 986   | 219 706      | 51,82 % | 176 417              | 41,61 % | 20 095      | 4,74 %  | 4849      | 1,14 % | 277            | 0,07 % | 2633     | 0,62 % | 9            | 0,00 % |
| Шида-Картли                    | 263 382   | 254 495      | 96,63 % | 5419                 | 2,06 %  | 824         | 0,31 %  | 825       | 0,31 % | 1399           | 0,53 % | 419      | 0,16 % | 1            | 0,00 % |
| Тбилиси                        | 110 8717  | 1 014 079    | 91,46 % | 14 640               | 1,32 %  | 37 500      | 3,38 %  | 25 993    | 2,34 % | 1281           | 0,12 % | 15 182   | 1,37 % | 42           | 0,00 % |

### Перепись 2002
Родной язык по стране и у отдельных национальностей по переписи населения 2002 года: Архивная копия от 23 октября 2015 на Wayback Machine (груз.) (I ტომი – აღწერის ძირითადი შედეგები) - табл. № 24 // Итоги переписи населения Грузии 2002 года  (груз.)
| родной язык               | все- го   | % от всего населения страны | грузи- ны | азер- байд- жан- цы | армя- не | рус- ские | осети- ны | др.    |
| ------------------------- | --------- | --------------------------- | --------- | ------------------- | -------- | --------- | --------- | ------ |
| грузинский                | 3 677 995 | 84,14%                      | 3 659 413 | 934                 | 5692     | 940       | 6189      | 4827   |
| азербайджанский           | 283 632   | 6,49 %                      | 71        | 283 414             | 12       | 5         | 5         | 125    |
| армянский                 | 235 653   | 5,39 %                      | 15        | 19                  | 235 531  | 11        | 7         | 70     |
| русский                   | 83 007    | 1,90 %                      | 1493      | 385                 | 7525     | 66 652    | 389       | 6563   |
| осетинский                | 31 381    | 0,72 %                      | 3         | -                   | 3        | -         | 31 372    | 3      |
| другие                    | 4256      | 0,10 %                      | 178       | 9                   | 166      | 63        | 66        | 3774   |
| язык своей национальности | 4 335 202 | 99,17 %                     | 3 659 413 | 283 414             | 235 531  | 66 652    | 31 372    | 58 820 |
| всё население страны      | 4 371 535 | 100,00 %                    | 3 661 173 | 284 761             | 248 929  | 67 671    | 38 028    | 70 973 |

Свободно владеющие другим языком (кроме родного) по переписи населения 2002 года:
| свободно владеющих          | все- го   | % от всего населения страны | грузи- ны | азер- байд- жан- цы | армя- не | рус- ские | осети- ны | др.    |
| --------------------------- | --------- | --------------------------- | --------- | ------------------- | -------- | --------- | --------- | ------ |
| русским                     | 1 481 481 | 33,89 %                     | 1 234 293 | 75 207              | 120 543  | 742       | 13 760    | 36 936 |
| грузинским                  | 221 376   | 5,06 %                      | 1243      | 43 024              | 81 414   | 36 642    | 23 527    | 35 526 |
| английским                  | 163 333   | 3,74 %                      | 153 066   | 614                 | 4018     | 3015      | 490       | 2130   |
| немецким                    | 51 003    | 1,17 %                      | 48 749    | 161                 | 744      | 789       | 151       | 409    |
| армянским                   | 21 317    | 0,49 %                      | 11 852    | 517                 | 6232     | 1281      | 112       | 1323   |
| французским                 | 18 764    | 0,43 %                      | 17 717    | 145                 | 459      | 215       | 53        | 175    |
| осетинским                  | 8727      | 0,20 %                      | 5214      | 16                  | 52       | 54        | 3362      | 29     |
| азербайджанским             | 7518      | 0,17 %                      | 4062      | 814                 | 1075     | 485       | 94        | 988    |
| другим                      | 38 045    | 0,87 %                      | 29 290    | 1410                | 2560     | 1237      | 337       | 3211   |
| языком своей национальности | 15 970    | 0,37 %                      | 1243      | 814                 | 6232     | 742       | 3362      | 3577   |
| всего                       | 2 671 585 | 61,11 %                     | 2 348 539 | 181 792             | 95 618   | 27 312    | 6038      | 12 286 |
| всё население страны        | 4 371 535 | 100,00 %                    | 3 661 173 | 284 761             | 248 929  | 67 671    | 38 028    | 70 973 |

## Государственный язык
Государственным языком Грузии является грузинский, на котором говорит около 4 миллионов человек. Он принадлежит к группе кавказских языков и с V века н. э. использует свой собственный алфавит. Грузинский является родным для более чем 80 % населения Грузии.

## Остальные языки
Из других языков Грузии стоит отметить мегрельский (ок. 500 000 говорящих), принадлежащий к южнокавказской семье, индоевропейские армянский (ок. 450 000 говорящих) и русский (количество говорящих заметно снизилось после распада СССР), тюркский азербайджанский (ок. 300 000 говорящих), а также 
западнокавказский абхазский и восточноиранский осетинский (на последнем говорят около 100 000 человек).
Языки Грузии, на которых говорят 10 000 и более человек
- Грузинский — 3,2 млн, южнокавказский (картвельский);
- Мегрельский — 500 тыс., южнокавказский (картвельский);
- Армянский — 250 тыс., индоевропейский;
- Русский — 60 тыс., индоевропейский (славянский);
- Азербайджанский — 300 тыс., тюркский;
- Осетинский — 35 тыс., индоевропейский, иранский.
- Абхазский — 20 тыс., западнокавказский.

## Классификация языков Грузии
23 языка Грузии принадлежат к шести различным языковым семьям, три из которых — южнокавказская, западнокавказская и восточнокавказская — являются коренными кавказскими языками. В настоящее время эти три группы не считаются родственными. К оставшимся трём семьям — индоевропейской, тюркской и афроазиатской — принадлежат языки, чьи носители переселились на Кавказ уже позже (к примеру, армяне осели на Кавказе ещё в VII веке до н. э.). Следующая классификация описывает родственные связи между языками и число говорящих на них (примечание: цифры указывают лишь число говорящих на языке в Грузии; пометка «всего» охватывает как носителей языка, так и тех, кто хорошо овладел им):
- Южнокавказская группа (картвельский) в общей сложности 4,5 млн говорящих в Грузии
  - Картули
    - Грузинский (картули) (3 млн говорящих, всего — 5 млн)
      - Диалекты: имеретинский, лечхуминский, гурийский, аджарский, кахетинский, ингилойский, тушинский, хевсурский, мохевский, пшавский, мтиулский, ферейданский, месхо-джавахетский, язык грузинских евреев.

  - Чанский
    - Мегрельский (500 000)
    - Лазский (2000)

  - Сванский
    - Сванский (15 000)
- Западнокавказская группа в общей сложности 20 000 говорящих в Грузии
  - Абхазский
    - Абхазский (абхазы, живущие в Грузии) (20 000) Диалекты: бзыбьский, абсуанский, самурзаканский.
- Восточнокавказская группа в общей сложности 10 000 говорящих в Грузии
  - Нахишский
    - Батишский (3500)
    - Чеченский (несколько тыс. беженцев)

  - Дагестанский
    - Аварский
      - Аварский (около 1400)

    - Лезгинский
      - Лезгинский (4000)
      - Удинский (1000)
- Индоевропейская группа в общей сложности 700 000 (всего — 1,2 млн) говорящих в Грузии
  - Армянский
    - Армянский (260 000)

  - Иранский
    - Северо-восточная ветвь
      - Осетинский (35 000)

    - Северо-западная ветвь
      - Курманджи (40 000)

  - Греческий
    - Греческий (150 000)

  - Славянская ветвь
    - Русский (всего — 62 000)
    - Украинский (всего — 50 000)
    - Польский (около 5000)
- Тюркская группа В общей сложности 300 000 говорящих в Грузии
  - Огузский
    - Азербайджанский (240 000)
    - Урумский (50 000)
    - Турецкий (османский) (3000)

  - Кыпчакский
    - Татарский (3000)

- Афроазиатская группа в общей сложности только 4000 носителей в Грузии
  - Семитская ветвь
    - Арамейская ветвь
      - Бохтан-Нэо арамейский (около 1000)
      - Ассирийский (восточно-ассирийский) (около 3000)

Классификация базируется на нижеприведённой ссылке.